# Erik Truffaz
Érik Truffaz, nació en 1960 en Chêne-Bougeries, Suiza. Es un trompetista de jazz contemporáneo que incluye y fusiona en sus composiciones elementos de hip hop, rock, world music y música electrónica. Sobrenominado entre algunos críticos "el Papa del electro-jazz" es conocido por ser un músico bastante prolífico.
También es reconocido por su particular estilo de improvisación. En 1996 firmó contrato con el 
sello francés EMI. Posteriormente, Truffaz consiguió éxito internacional con su segundo álbum 
para el sello Blue Note Records, The Dawn, que fue producido junto a Pat Muller, Marcello Giuliani y Mark Erbetta. 
Desde entonces, produjeron varios álbumes para este sello, como Bending New Corners, que se 
convirtió en Álbum de plata en Francia. Una de sus más recientes publicaciones de Truffaz, Arkhangelsk, es una mezcla de canciones de pop francés y Jazz-groove. Los músicos que lo acompañan en esta producción son también Pat Muller, Marcello Giuliani y Mark Erbetta.
En octubre de 2010 sale su disco "In Between" retomando su usual cuarteto del disco "Arkhangelsk" con la excepción de los teclados de Pat Muller sustituido por Benoît Corboz. Disco de tonos melancólicos y lentos viene acompañado en dos temas por la voz de la cantante suiza de folk-pop-blues Sophie Hunger. En 2016 colabora en el disco "Grandmaster Jazz vol. 1" de DJ Toner, un trabajo protagonizado por la fusión entre jazz y hip hop. Asimismo, Truffaz participa ese mismo año en la presentación del disco en la 37ª edición del Festival Internacional de Jazz de Granada.

## Discografía
- Gratitud (Chango Spasiuk & Erik Truffaz) (2023)
- Lune Rouge (2019)
- Doni Doni (2016)
- BeinBeing Human Being (Erik Truffaz & Murcof) (2014)
- Best of (2011)
- In Between (2010)
- Benares (2008)
- México (2008)
- Paris (2008)
- Arkhangelsk (2007)
- Face-à-Face (2CD Live + DVD) (2006)
- Saloua (2005)
- The Walk Of The Giant Turtle. Edición limitada (2003)
- The Walk Of The Giant Turtle (2003)
- Magrouni (2002)
- Revisité (2001)
- Mantis (2001)
- The Mask (2000)
- Bending New Corners (1999)
- The Dawn (1998)
- Out Of A Dream (1997)
- Nina Valéria (1994)